# نادي آير يونايتد
نادي آير يونايتد هو نادي كرة قدم إسكتلندي أٌسس عام 1910. يلعب النادي في دوري كرة القدم الاسكتلندي الدرجة الثانية ‏.